# Mesocentrus gilvus
Mesocentrus gilvus är en stekelart som beskrevs av Papp 2005. Mesocentrus gilvus ingår i släktet Mesocentrus och familjen bracksteklar. Inga underarter finns listade i Catalogue of Life.